# Orthosternarchus tamandua
Orthosternarchus tamandua is een straalvinnige vissensoort uit de familie van de staartvinmesalen (Apteronotidae). De wetenschappelijke naam van de soort is voor het eerst geldig gepubliceerd in 1898 door George Albert Boulenger. Boulenger deelde de soort bij het geslacht Sternarchus in. De soort komt voor in de Juruá, een zijrivier van de Amazone. 